# Tilia nobilis
Tilia nobilis är en malvaväxtart som beskrevs av Alfred Rehder och E.H. Wilson. Tilia nobilis ingår i släktet lindar, och familjen malvaväxter. Inga underarter finns listade i Catalogue of Life.

## Bildgalleri

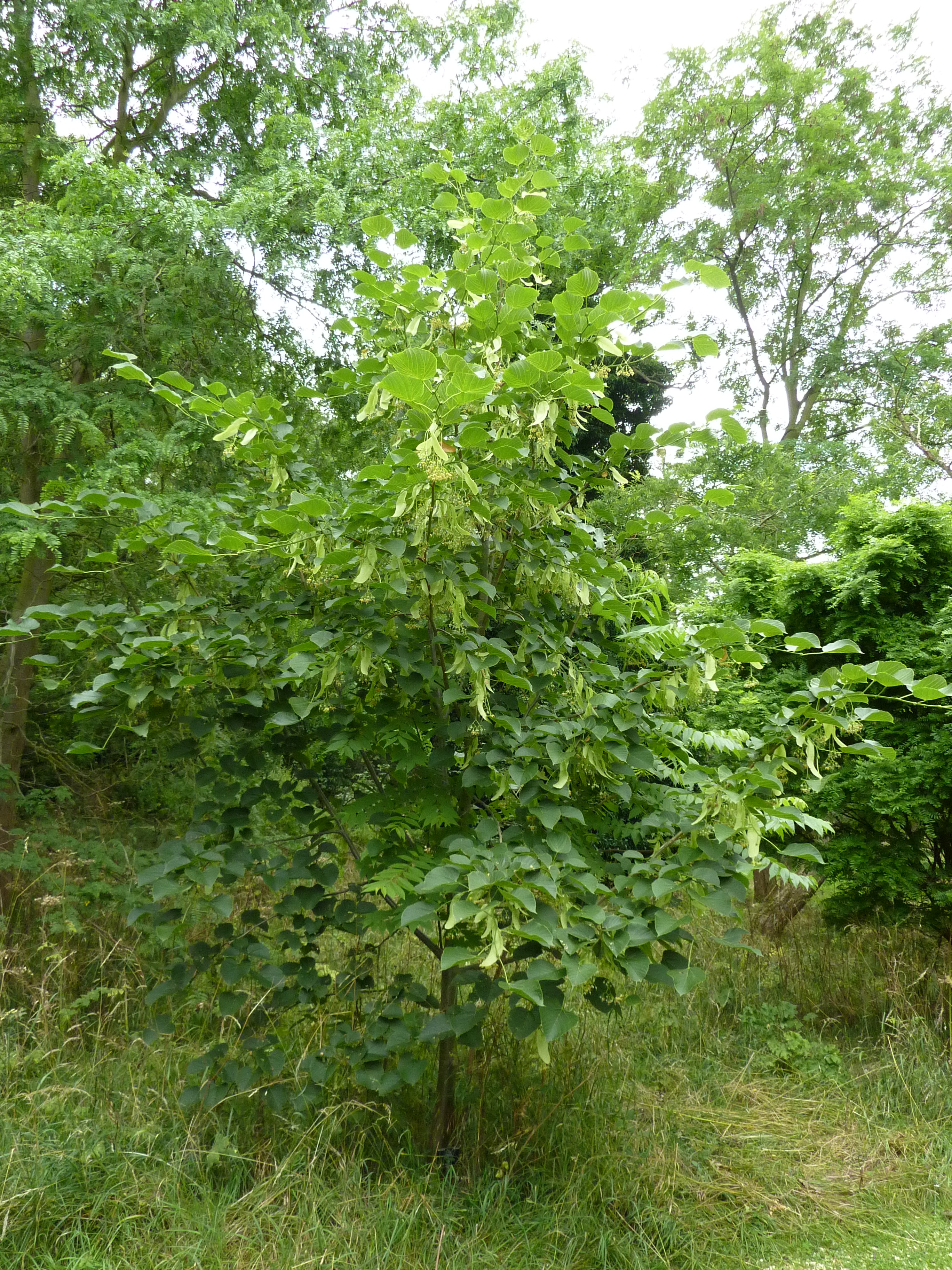
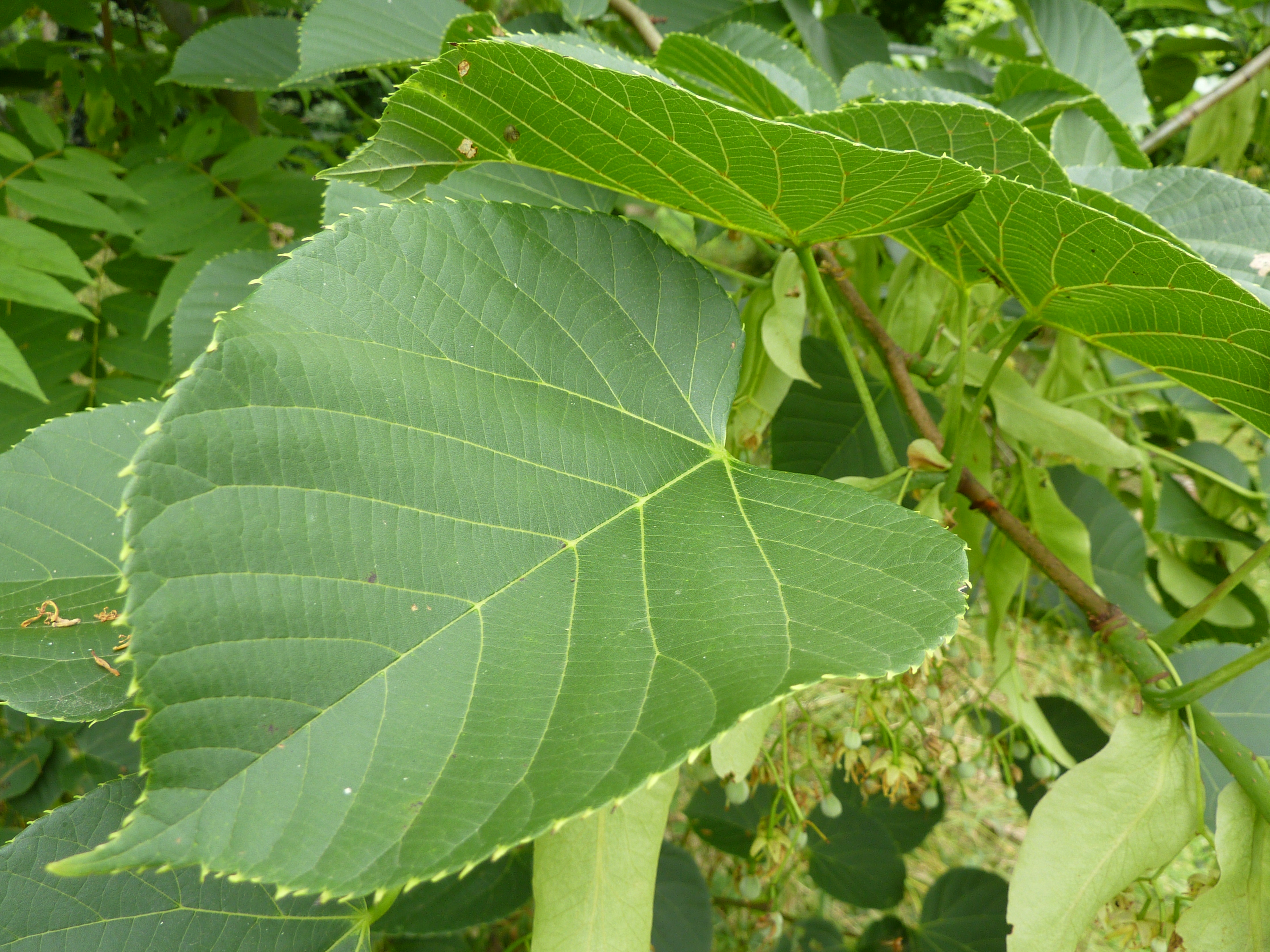
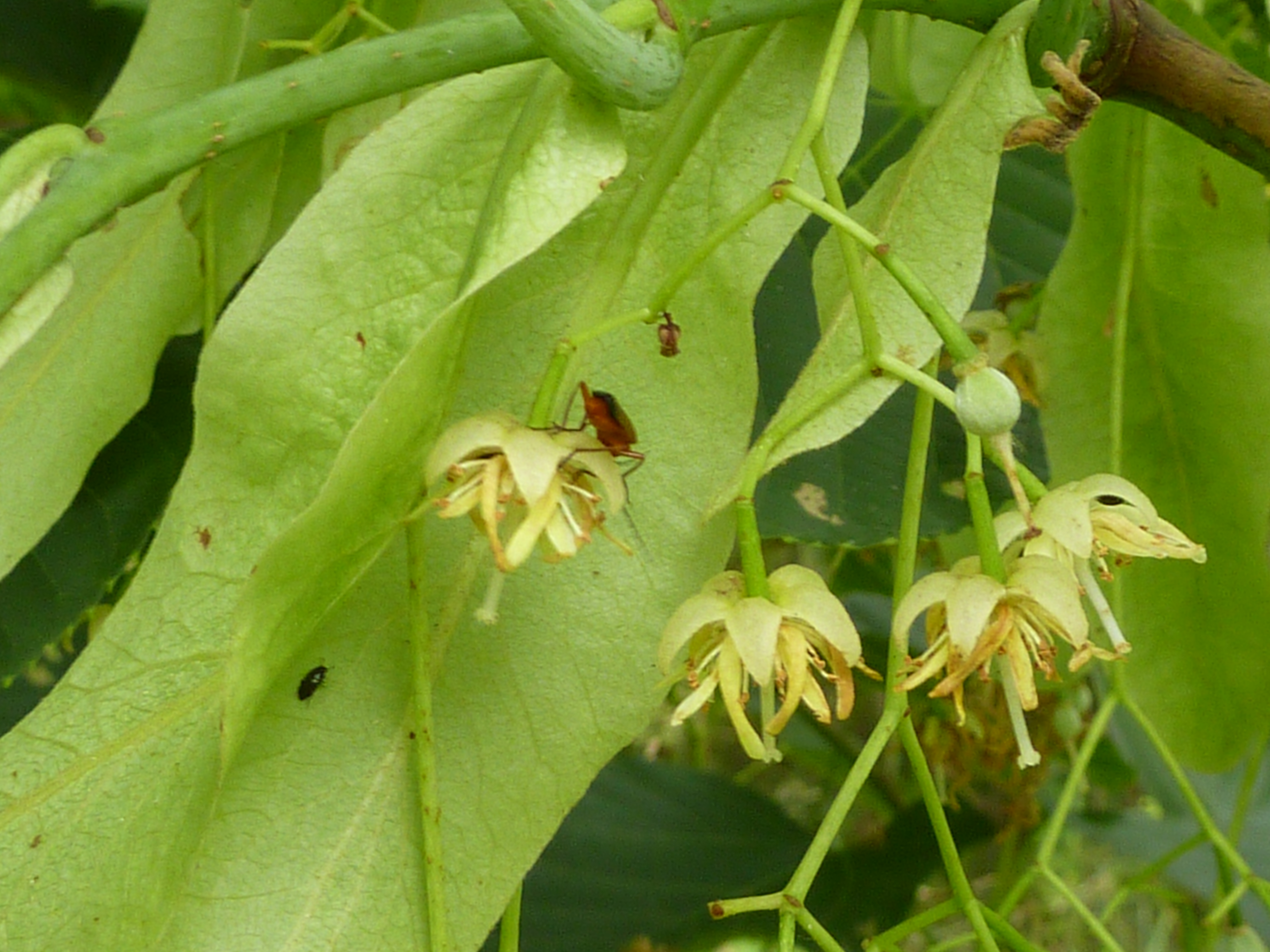
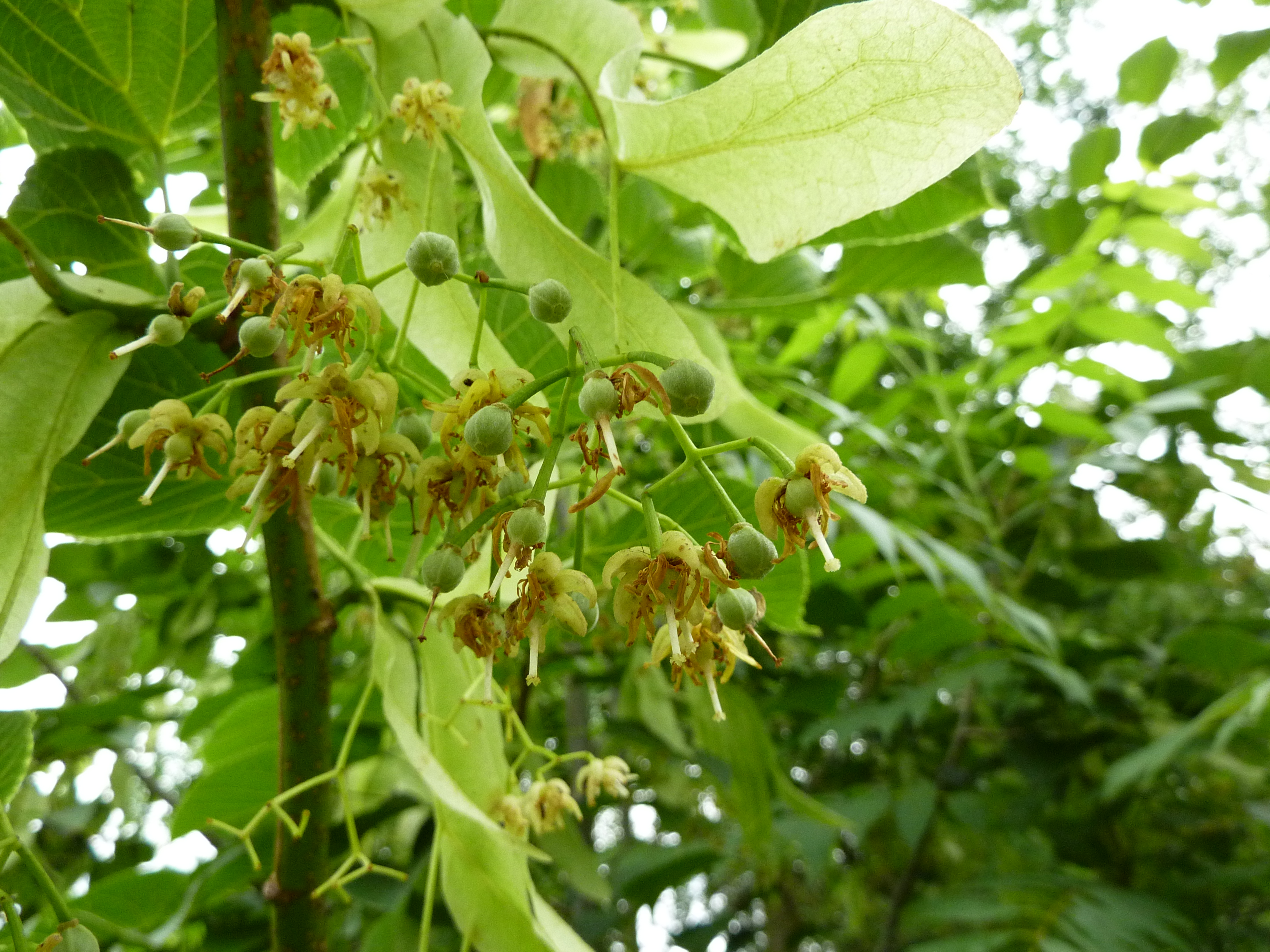